# مناخم آشکنازی

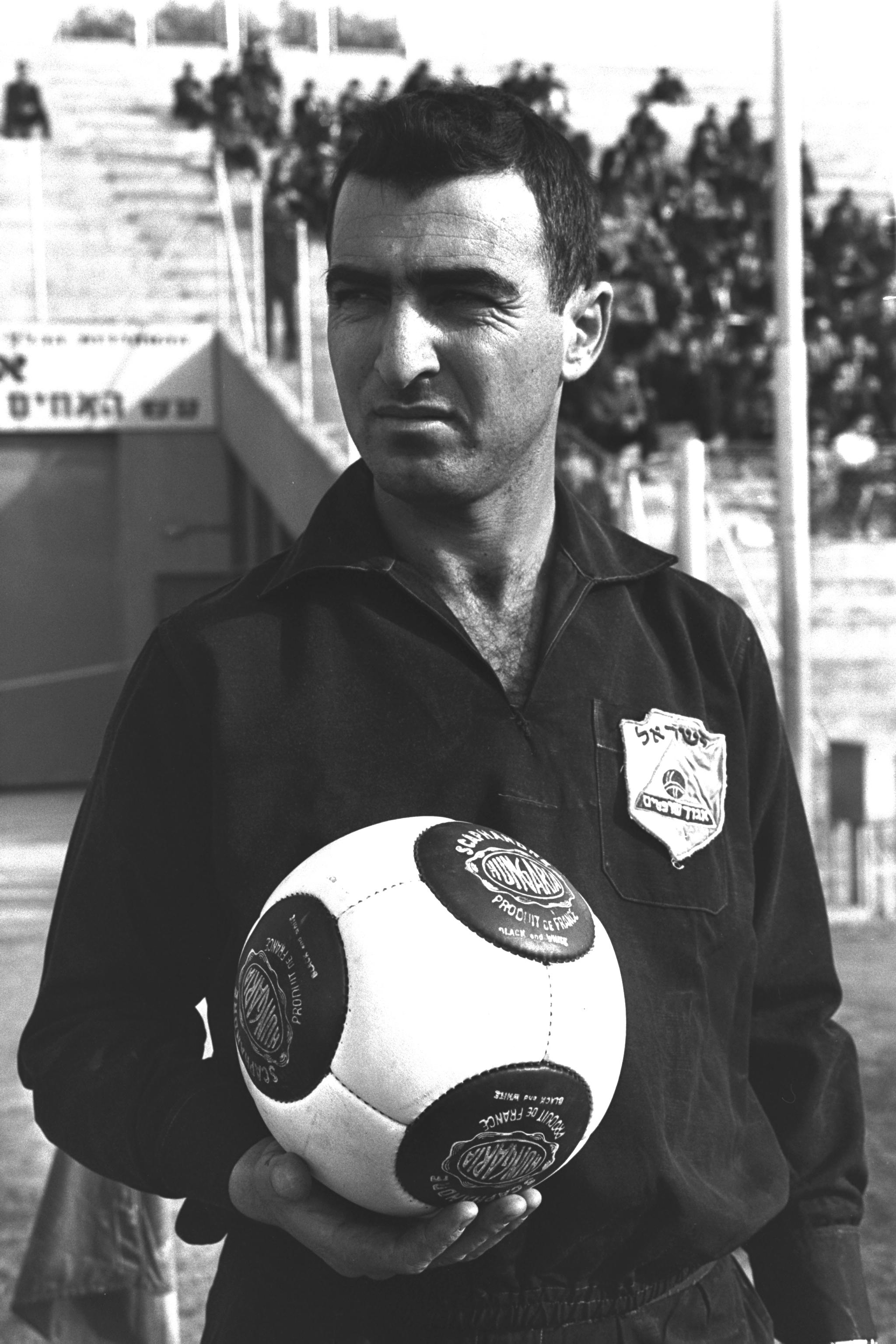
مناخم آشکنازی - ۱۹۶۵

مناخم آشکنازی (عبری: מנחם אשכנזי‎) (متولد ۶ آگوست ۱۹۳۴- مرگ ۱۳ نوامبر ۲۰۰۰) یک داور فوتبال اسرائیلی است. وی سابقه داوری در جام جهانی فوتبال را دارد.
او نخستین داور آسیایی بود که به طور رسمی برای داوری در جام جهانی فوتبال انتخاب شد. او فینال فوتبال در بازی‌های المپیک تابستانی ۱۹۶۴ را داوری کرده است.